# Nery Castillo
Nery Alberto Castillo Confalonieri (San Luis Potosí, 13 juni 1984) is een Mexicaans betaald voetballer die bij voorkeur speelt als aanvallende middenvelder. Hij verruilde in juli 2007 Olympiakos Piraeus voor FC Sjachtar Donetsk, dat hem in 2008 verhuurde aan Manchester City FC, in 2009 aan Dnipro Dnipropetrovsk en in 2010 aan Chicago Fire. In juni 2007 debuteerde hij in het Mexicaans voetbalelftal .
Castillo heeft behalve de Mexicaanse ook de Uruguayaanse nationaliteit omdat hij als zoon van Uruguayaanse ouders is geboren in Mexico.

## Clubvoetbal
Castillo debuteerde in 1999 op vijftienjarige leeftijd bij Danubio FC. Een jaar later vertrok hij naar Olympiakos Piraeus, waarvoor hij zeven seizoenen speelde. Hij won in die periode zes landstitels. Alleen in 2004 moest Olympiakos de titel aan Panathinaikos FC laten. In 2005 en 2006 won hij met zijn ploeg bovendien de Griekse beker. Medio 2007 maakte Castillo de overstap naar Sjachtar Donetsk. Castillo speelde een half seizoen in de Vysjtsja Liha waarna een reeks uitleenbeurten begon.

## Nationaal elftal
Castillo kwam zowel voor het Mexicaans nationaal elftal als het Uruguayaans nationaal elftal in aanmerking. Hij werd voor beide elftallen opgeroepen, maar hij weigerde destijds een keuze te maken. In 2006 probeerde de Griekse bondscoach Otto Rehhagel Castillo over te halen zich te laten naturaliseren tot Griek om zo voor Griekenland interlands te kunnen spelen. Dit was mogelijk omdat Castillo zes jaar in Griekenland woonde. In december 2006 koos hij voor het nationale team van zijn geboorteland Mexico na een gesprek met bondscoach Hugo Sánchez. De Copa América 2007 werd zijn eerste grote toernooi. Zowel in de eerste als in de tweede groepswedstrijd tegen Brazilië (2-0) en Ecuador (2-1) maakte Castillo het openingsdoelpunt. In de kwartfinale tegen Paraguay (6-0) maakte hij twee doelpunten. Mexico werd dat toernooi derde.

## Carrière
| seizoen | club                        | land                 | competitie       | wed. | goals |
| ------- | --------------------------- | -------------------- | ---------------- | ---- | ----- |
| 1999/00 | Danubio FC                  | Vlag van Uruguay     | Primera División | 2    | 0     |
| 2000/01 | Olympiakos Piraeus          | Vlag van Griekenland | Alpha Ethniki    | 1    | 0     |
| 2001/02 | Olympiakos Piraeus          | Vlag van Griekenland | Alpha Ethniki    | 1    | 0     |
| 2002/03 | Olympiakos Piraeus          | Vlag van Griekenland | Alpha Ethniki    | 9    | 3     |
| 2003/04 | Olympiakos Piraeus          | Vlag van Griekenland | Alpha Ethniki    | 26   | 7     |
| 2004/05 | Olympiakos Piraeus          | Vlag van Griekenland | Alpha Ethniki    | 26   | 6     |
| 2005/06 | Olympiakos Piraeus]         | Vlag van Griekenland | Alpha Ethniki    | 17   | 2     |
| 2006/07 | Olympiakos Piraeus          | Vlag van Griekenland | Super League     | 25   | 12    |
| 2007/08 | Sjachtar Donetsk            | Vlag van Oekraïne    | Vysjtsja Liha    | 8    | 0     |
| 2008    | → Manchester City FC (huur) | Vlag van Engeland    | Premiership      | 2    | 0     |
|         |                             |                      | totaal           | 117  | 30    |